# Hans Guido Mutke
Hans Guido Mutke (* 25. März 1921 in Neisse; † 8. April 2004 in München) diente im Zweiten Weltkrieg als Jagdflieger in der Luftwaffe, betätigte sich nach dem Krieg zunächst als Verkehrspilot und war später als Arzt in der Luftfahrtmedizin sowie als Gynäkologe tätig.

## Zweiter Weltkrieg
1939 bei Kriegsbeginn hatte er gerade an der Berliner Charité ein Medizinstudium begonnen, als er eingezogen wurde. Er meldete sich als Pilot zur Luftwaffe und absolvierte nach seiner grundlegenden fliegerischen Ausbildung die Nachtjägerschule in Schleißheim und Riem auf der Bf 110. Sein Einsatzverband war zunächst das Nachtjagdgeschwader 1, dort flog er die Do 217. Später wechselte er ins Nachtjagdgeschwader 5 und flog dort wieder die Bf 110. Anfang April 1945 wurde er zum Ergänzungsjagdgeschwader 2 versetzt und dort auf die Messerschmitt Me 262 umgeschult.
Mutke behauptete, er habe am 9. April 1945 mit seiner Me 262 über Innsbruck die Schallmauer durchbrochen, als er einem von alliierten Flugzeugen attackierten Kameraden helfen wollte und dazu einen Sturzflug durchführte. Mutke hielt es stets für möglich, dass anderen Piloten der Me 262 dies vor ihm gelungen sein könnte, behauptete also nie ausdrücklich, der erste Mensch gewesen zu sein, der mit einem Flugzeug die Schallmauer durchbrochen hatte. Die Me 262 war jedoch weder aerodynamisch noch strukturell dazu in der Lage, die Schallmauer (Mach = 1,0) zu durchbrechen. Flugversuche ergaben, dass bereits ab einer Mach’schen Zahl von M = 0,83 Flatterschwingungen einsetzten. Als Fliegbarkeitsgrenze der Me 262 wird die kritische Mach’sche Zahl M = 0,86 angegeben.
Am 25. April 1945 flog Hans Guido Mutke die „Weiße 3“, eine Me 262 A-1a/R1, W.-Nr. 500071, nach Dübendorf in der Schweiz. Das Flugzeug gehörte zur 9. Staffel des JG 7 und steht heute im Deutschen Museum in München.

## Nach dem Krieg
Nach dem Krieg setzte Hans Guido Mutke in Bern und Zürich sein bereits vor dem Krieg begonnenes Medizinstudium fort und arbeitete mehrere Jahre als Pilot für Fluglinien in Argentinien und Bolivien. Nach seiner Rückkehr nach Deutschland praktizierte er als Frauenarzt, seine Verbindung zur Fliegerei behielt er jedoch als Reserveoffizier bei der Bundeswehr bei.
Von 1967 bis Mitte der 1980er Jahre führte er als einer der Pioniere auf diesem Gebiet in seiner Praxis in München heterologe Inseminationen mit Spendersamen (AID) durch, er forschte insbesondere auf dem Gebiet der Verwendung von gefrorenem Spendersamen. Auf diese Weise wurden in seiner Praxis weit über 1000 Kinder gezeugt. Abweichend zu den heutigen Erkenntnissen und dem aktuellen gesetzlichen Stand ging Mutke bei seiner Tätigkeit damals noch davon aus, dass es für die betroffenen Familien psychologisch am besten wäre, wenn sämtliche Informationen über die Tatsache der Zeugung durch eine Samenspende und die Herkunft des Spenders geheim bleiben würden und dieser Umstand dem entstandenen Kind niemals zur Kenntnis gelangen sollte.
Darüber hinaus forschte Mutke auch an luft- und raumfahrtmedizinischen Fragestellungen und erhielt mehrere Patente auf diesem Gebiet.
Hans Guido Mutke starb am 8. April 2004 während einer Herzoperation. Seinen Körper hatte er dem Plastinator Gunther von Hagens zur Verfügung gestellt.